# Patrick Pearse
Padraig Henry Pearse, spesso inglesizzato in Patrick, sebbene il suo nome completo fosse Pádraic Anraí Mac Piarais, mentre tra i nazionalisti irlandesi è indicato come Pádraig Pearse (Dublino, 10 novembre 1879 – Dublino, 3 maggio 1916), è stato un letterato e poeta irlandese, teorico della rinascita dell'identità gaelica, nonché fondatore degli Irish Volunteers.

## Biografia

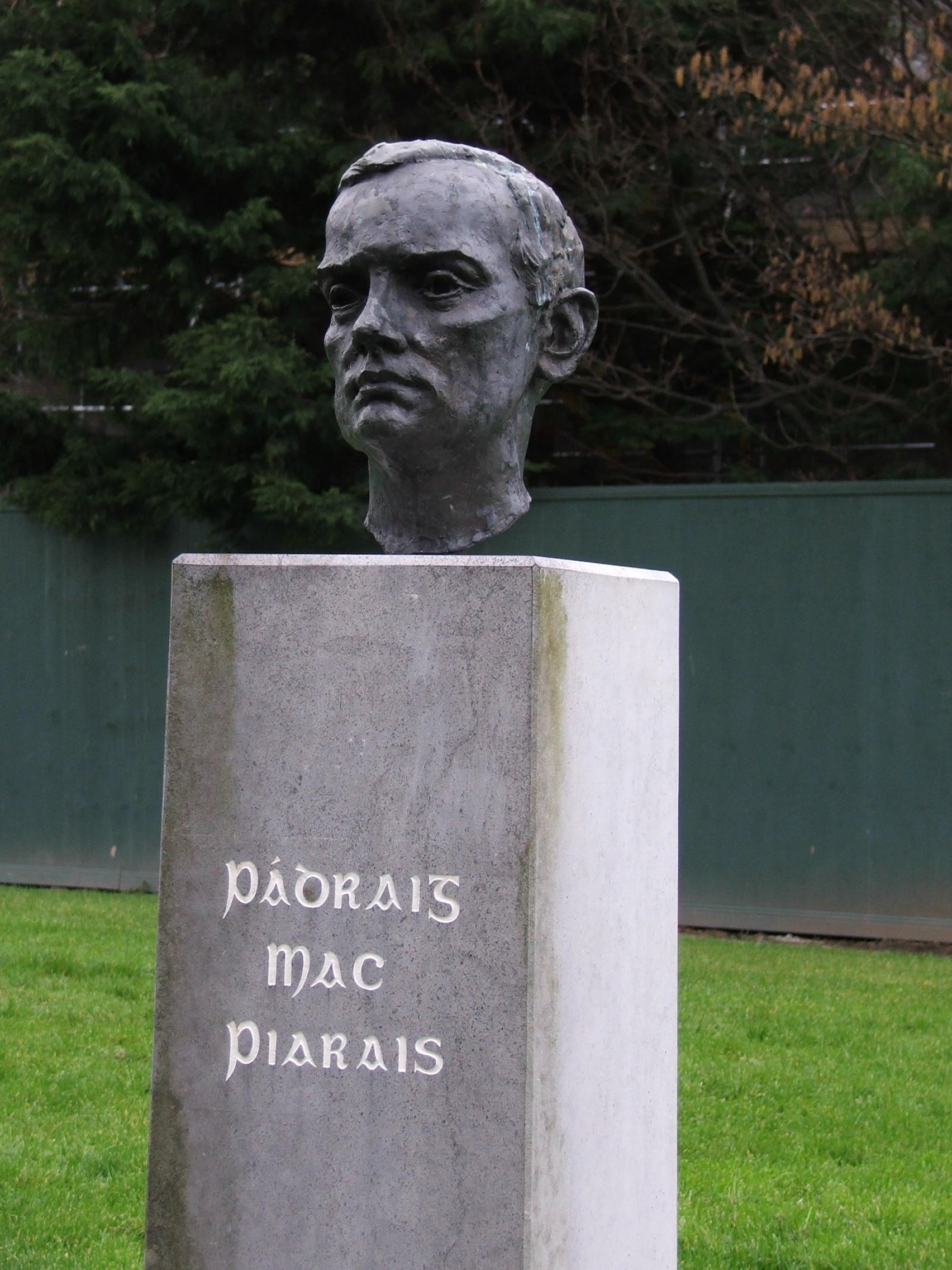
Busto di Patrick Pearse a Tralee, Co. Kerry

Pearse fu fondatore degli Irish Volunteers, un esercito di volontari che prese il controllo di campagne e periferie irlandesi nel secondo decennio del ventesimo secolo. Tra gli ufficiali di questo gruppo è presente anche Éamon de Valera, futuro terzo presidente dell'Irlanda. Coinvolto nell'insurrezione di Pasqua ("Easter Rising") del 1916, Pearse proclama la nascita di una Repubblica Irlandese, che verrà stroncata dall'esercito britannico in meno di tre giorni. Il 3 maggio 1916 viene fucilato dagli inglesi. La sua uccisione, insieme a quelle di altri esponenti politici irlandesi, porterà la popolazione ad appoggiare la rivoluzione e il partito politico nazionalista Sinn Féin, dando origine alla guerra anglo-irlandese (1919-1921).